# Revident
Revident bzw. Revidentin (Abk.: Rev.) ist ein österreichischer Amtstitel für Bundes-Beamte sowie eine Verwendungsbezeichnung für Vertragsbedienstete des Bundes. Je nach Verwendung lautet der nächsthöhere Amtstitel/Verwendungsbezeichnung Oberrevident/Oberrevidentin (ORev. bzw. Ob.-Rev.).

## Verwendung bei Bundesbeamten
- Für Beamte des allgemeinen Verwaltungsdienstes in der Verwendungsgruppe A 2 bzw. B[1][2]
- Für Beamte des Krankenpflegedienstes in den Verwendungsgruppen K 1 und K 2[3]
- Für Beamte des Post- und Fernmeldewesens in den Verwendungsgruppen PT 2, PT 3 und PT 4[4]
- Für Beamte der Post- und Fernmeldehoheitsverwaltung in den Verwendungsgruppen PF 2, PF 3 und PF 4[5]

## Verwendung bei Vertragsbediensteten des Bundes
- Für Vertragsbedienstete des Verwaltungsdienstes und des handwerklichen Dienstes in der Entlohnungsgruppe v2[6]
- Für Vertragsbedienstete des Krankenpflegedienstes der Entlohnungsgruppe k2[7]
- Für Vertragsbedienstete, welche nach dem alten Entlohnungsschema in der Entlohnungsgruppe b eingereiht sind[8]